# NGC 6361
NGC 6361 is een spiraalvormig sterrenstelsel in het sterrenbeeld Draak. Het hemelobject werd op 18 augustus 1886 ontdekt door de Amerikaanse astronoom Lewis A. Swift.

## Synoniemen
- UGC 10815
- MCG 10-25-4
- ZWG 300.9
- Arp 124
- IRAS 17180+6039
- PGC 60045